# Johannes Gutenberg
Johannes Gutenberg   (Magúncia, 1393 ↔ 1406 - Magúncia, 1468 (<26 de febrer de 1468)), nascut Johannes Gensfleisch zur Laden zum Gutenberg, va ser un orfebre i inventor alemany, famós per les seves contribucions i la invenció de la impremta de tipus mòbils durant la dècada del 1440.
El seu invent va fer possible la publicació de llibres en grans quantitats i va ser un dels factors més decisius per a la difusió de les idees del Renaixement a tot Europa.
Entre les contribucions específiques a la impremta que s'atribueixen a Gutenberg, hi ha l'ús de tipus mòbils metàl·lics per a la confecció de les formes d'impressió, amb la logística que implica (càlcul de les quantitats de tipus i de lletres que s'han de fer servir, facilitat per fondre-les en el moment que es necessiten, ús de matrius i punxons, etc.), l'ús de la tinta a base d'oli i la utilització d'una premsa de fusta similar al caragol i a les premses de vi de l'època. La seva invenció veritablement transcendental va ser la combinació d'aquests elements en un sistema pràctic.
Gutenberg podria haver estat familiaritzat amb la tècnica de la impressió xilogràfica, amb blocs de fusta i podria haver treballat en el gravat de planxes de coure per a un artista conegut com a mestre dels Naips.
La utilització de tipus mòbils metàl·lics (en el cas de Gutenberg, de plom) va ser l'element fonamental del nou procés d'impressió. Fins al segle xx i l'edició digital, han estat la base del mètode de producció de llibres arreu del món.
El sistema tecnològic d'impressió de Gutenberg es va propagar ràpidament arreu d'Europa i es considera un factor clau en l'evolució de la cultura universal. Gutenberg continua sent una figura popular. El 1999, l'A&E Network, una poderosa cadena nord-americana de televisió per cable i satèl·lit, classificà Gutenberg amb el número u en la seva llista de "People of the Millennium" ('Gent del mil·lenni'); i el 1997, la revista Time-Life va escollir l'invent de Gutenberg com el més important del segon mil·lenni.

## Biografia
Gutenberg va néixer a Magúncia, Alemanya; era el fill més jove del comerciant de classe alta Friele Gensfleisch zu Laden, que adoptaria més endavant el nom "zum Gutenberg", homònim del veïnat on la família s'havia traslladat, i la seva segona esposa Else Wyrich. La major part de la vida de Gutenberg en la seva fase inicial és un misteri. El seu pare va treballar en l'àmbit eclesiàstic i Gutenberg va créixer coneixent el comerç de l'orfebreria. Segons alguns informes, el seu pare Friel tenia entre els seus clients el bisbe de Magúncia. Gutenberg va ser joier i, per tant, coneixedor de l'art de la construcció de motlles i de la fosa d'or i argent; per això va aconseguir fer excel·lents tipus, valuosos fins i tot artístics com a treball d'orfebre.
L'historiador Heinrich Wallau, afegeix que: "Als segles xiv i xv, els seus descendents varen sol·licitar un càrrec hereditari com a mestre de la seca arquebisbal. Sens dubte, en aquesta responsabilitat va adquirir considerables coneixements i habilitats tècniques en el treball dels metalls. Subministrava la seca amb el metall que, per a encunyar, va canviar els diversos tipus de moneda, i era membre de la cort d'Assize per als casos de falsificació".
Wallau afegeix: "El seu cognom deriva de la casa habitada pel seu pare i els seus avantpassats paterns zu Laden, zu Gutenberg. Els Gänsfleisch eren una de les famílies patrícies de la ciutat, i el seu llinatge es remuntava al segle xiii. " Els patricis a Magúncia sovint eren coneguts pel nom de la casa de la seva propietat.

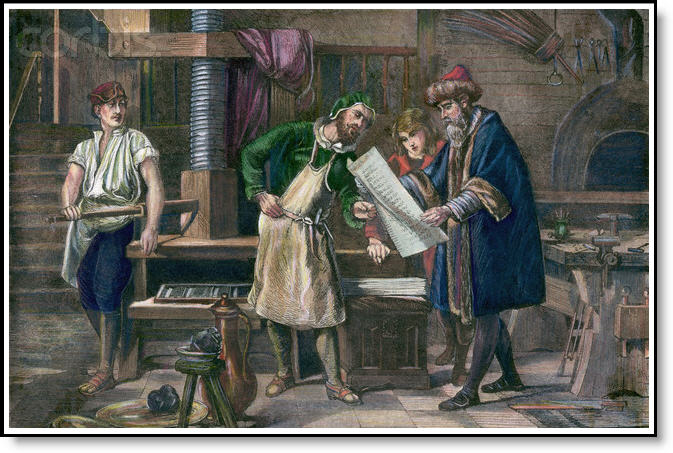
Gutenberg en la revisió d'una prova de premsa

El 1411, hi va haver un aixecament a Magúncia contra els patricis, i més d'un centenar de famílies es van veure obligades a marxar. Com a resultat, es creu que els Gutenberg es varen traslladar a Eltville am Rhein (Vila Alta), on la seva mare havia heretat una finca. Probablement va estudiar a la Universitat d'Erfurt, on hi ha un registre d'un estudiant, el 1419, anomenat Johannes de Vila Alta. Aquest mateix any, mor el seu pare i ell surt esmentat al testament.
A Magúncia, com en altres ciutats renanes, varen començar unes fortes revoltes socials i polítiques que enfrontaren el partit dels gremis amb el partit dels patricis, al qual pertanyia Gutenberg, motiu pel qual va haver de fugir de la seva ciutat.
El 1434, Gutenberg es va traslladar a Estrasburg, on tenia uns parents de la seva mare i on va romandre diversos anys. Gutenberg va residir al suburbi de Saint-Arbogast, prop del convent del mateix nom, a la riba del riu Ill.
Els arxius de la ciutat confirmen la seva presència. Alguns d'aquests documents són reconeixement de deutes, una situació habitual a la seva vida. El 1436-1437, el seu nom apareix esmentat als tribunals en relació amb un compromís de matrimoni amb una dona d'Estrasburg, Emelin zu der Yserin Tür, si bé es desconeix si el matrimoni va tenir lloc.

### El procés d'Estrasburg

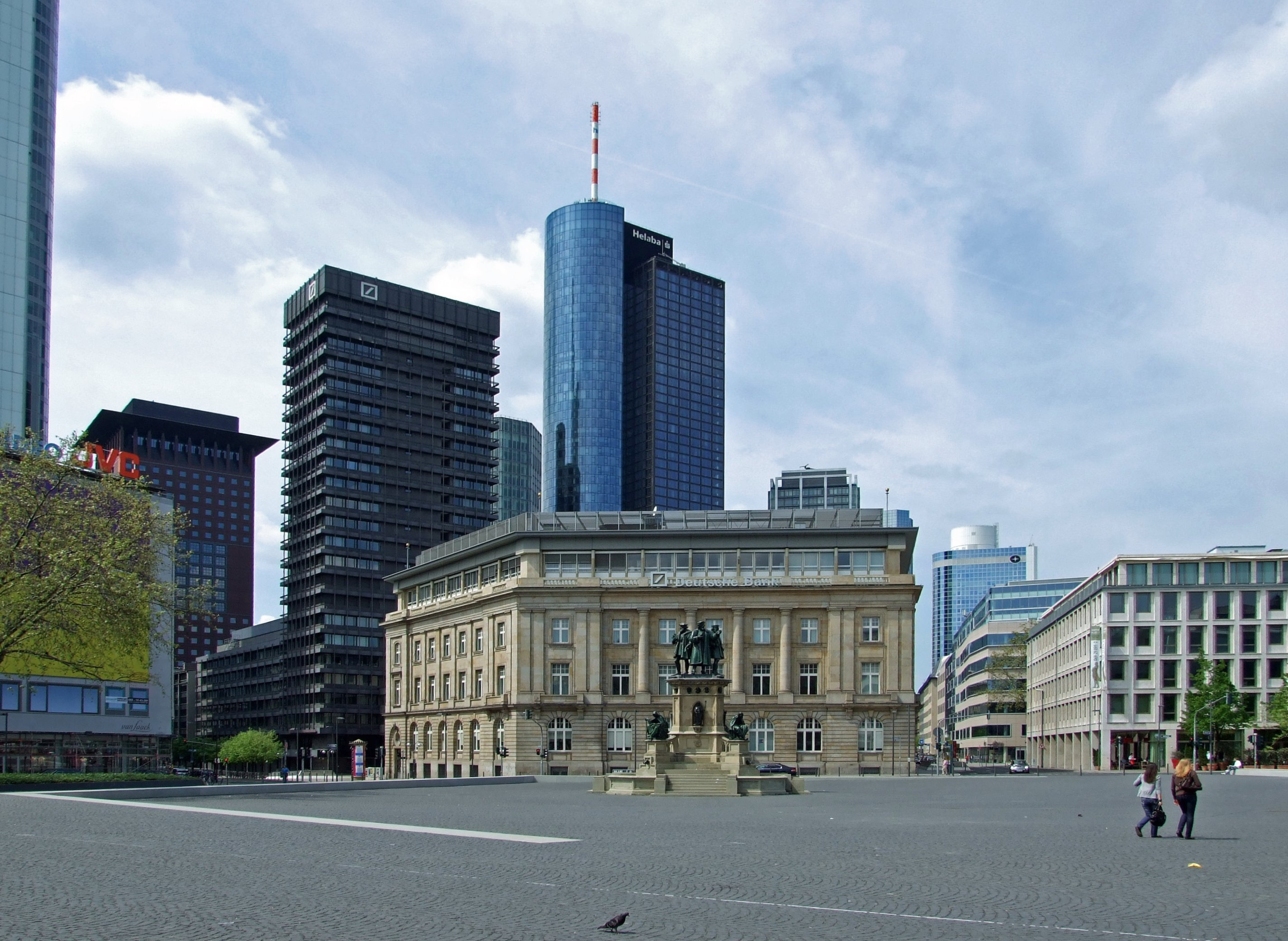
Estàtues de Gutenberg, Fust i Schoeffer a Rossmarktplatz a Frankfurt (am Main)

Cap al 1437, Gutenberg estava associat amb tres rics comerciants, Hans Riff, Andreas Dritzehn i Andreas Heilmann, als quals ensenyava a més d'exercir en activitats relacionades amb el tallat de gemmes i el poliment de miralls per a la venda als pelegrins a Aquisgrà, ja que es creia que capturaven la llum sagrada de les relíquies religioses. Però Gutenberg invertia el seu temps en un projecte que portava en secret per a protegir-se contra eventuals imitadors.
El 1439, la ciutat planejava exhibir una col·lecció de relíquies de l'emperador Carlemany i la societat esperava vendre molts miralls, però l'esdeveniment es va retardar un any, i ocasionà pèrdues en les seves inversions.
Després d'aquest contratemps, els seus socis que havien descobert les activitats paral·leles de Gutenberg, van insistir a participar en aquell misteriós assumpte que l'inventor portava entre mans. Gutenberg, necessitat de diners, hi va accedir i es va signar un contracte en el qual s'estipulava, entre altres coses, que els tres incorporats haurien d'abonar la quantitat de 125 florins. La mort sobtada aquell mateix any d'un d'ells, Andreas Dritzehn, va portar als germans del mort a exigir entrar en la societat o bé rebre una compensació econòmica, aspecte que no era previst en els termes del contracte, i Gutenberg es va negar a tal pretensió. El cas va ser portat el 1439 davant dels tribunals, que varen pronunciar-se en contra dels hereus.
El procés d'Estrasburg va fer aflorar informació sobre el projecte, ja que les declaracions dels testimonis feien al·lusió a la intensa activitat del taller, a l'adquisició de plom, d'una premsa, de motlles de fosa, etc.
Va continuar a Estrasburg almenys fins a 1444, tal com ho demostra la seva inscripció, aquell mateix any, en una llista d'homes útils per a defensar la ciutat contra les tropes del comte d'Armanyac.

### La creació de la impremta

Difusió de la impremta des de Magúncia en el segle XV

Després de tornar a la seua Magúncia natal, el 1450 es va associar amb el cal·lígraf Peter Schoeffer, format a París, i el comerciant Johannes Fust, de qui va obtenir 800 florins per a finançar la investigació prèvia i la impressió de la Bíblia. De fet, l'invent va ser una tasca conjunta en la qual Fust va ser l'element capitalista, i Gutenberg i Schoeffer (el qual posteriorment va tenir una fecunda carrera com a impressor i va fer servir tipus diferents) van aportar-ne la idea i el desenvolupament. El negoci muntat es deia Das Werk der Bücher, i de fet, va constituir la primera impremta tipogràfica moderna. Després de la impressió de la Bíblia de 1452, la societat es va desfer i Schoeffer i Fust van portar a Gutenberg a un plet: els dos van quedar-se amb els materials d'impressió i van continuar imprimint altres obres.
Gutenberg es va arruïnar i, altre cop assetjat pels creditors i portat als tribunals, va haver de refugiar-se a la comunitat de religiosos de la fundació de Sant Víctor. Uns anys més tard, Konrad Humery, un funcionari de l'ajuntament de Magúncia, li va proporcionar material per a muntar un petit taller tipogràfic de manera desinteressada. La seva activitat posterior va ser molt minsa, amb producció d'obres menors, com ara la traducció a l'alemany d'una butlla papal contra els turcs i un calendari mèdic en llatí. També va participar en la impressió d'una bíblia a Bamberg (ciutat d'Alemanya) al voltant de 1459, en la qual, si més no, va aportar els tipus mòbils.
Però com mai els seus llibres varen portar el seu nom o una data, és difícil estar segur de l'autoria de les seves obres. També es creu que va realitzar el gran diccionari Catholicon, uns 300 exemplars de 744 pàgines impresos a Magúncia el 1460.
Des de 1462, Gutenberg va comptar amb el mecenatge de l'arquebisbe elector de Magúncia, Adolf II de Nassau. El gener de 1465, el mateix arquebisbe va reconèixer els seus mèrits i li va donar el títol de Hofmann (membre de la cort reial), l'eximí de pagar impostos i li concedí una pensió anual de 2.180 litres de gra, un vestit anual i 2.000 litres de vi. Ja als últims anys de la seva vida, es va traslladar a Eltville, on va participar en la creació i va supervisar una nova impremta dels germans Bechtermünze.
Segons un escrit d'un canonge de la fundació de Sant Víctor on vivia, va morir el 3 de febrer de 1468 i fou enterrat a l'església dels frares franciscans a Magúncia. Aquesta església fou destruïda en un bombardeig de 1793 i al seu emplaçament actualment és al carrer Peter Schöffer.

## Precedents
Fins llavors, cada llibre era únic, com una obra d'art, escrit i copiat a mà, lletra per lletra, per un escriba o copista en un scriptorium, primer en monestirs i, després, en stationes dependents de les universitats. També es copiaven llibres en entitats oficials (administracions públiques, etc.) o per encàrrecs particulars fets a copistes professionals que vivien, com a autònoms, d'aquesta feina. El llibre manuscrit, per la seva fabricació artesanal, era un producte car i, sobretot, de producció molt limitada.
Un factor determinant que no s'havia donat abans a Europa ni en altres societats com les asiàtiques, era l'ambient socioeconòmic en què van treballar Gutenberg i Schoeffer. La Magúncia de mitjan segle xv, com altres ciutats alemanyes o italianes del moment, era una societat urbana, amb una important i creixent classe burgesa que tenia recursos econòmics, temps lliure i era capaç de llegir (era una classe social educada o que, per dedicar-se a la indústria o al comerç, necessitava dominar la lectura i l'escriptura): hi havia demanda de llibres i, per tant, la producció en massa d'aquest producte era rendible. Les universitats, radicades a les ciutats, també havien generat un mercat que demanava llibres en grans quantitats per a l'estudi.
Calia, doncs, un sistema que permetés proveir, en grans quantitats i a preus molt més baixos, un producte que s'estava demanant. La societat Gutenberg-Schoeffer-Fust va ser la primera a veure-ho i va formar una empresa comercial amb l'objectiu primari d'obtenir-ne beneficis. L'èxit de l'invent va donar-los la raó. Cal remarcar que l'interès per la impressió ràpida i econòmica de llibres era comercial. Sembla que, fins i tot, es van voler fer passar les seues primeres bíblies per exemplars realitzats a mà, per a cobrar-los a preu de manuscrit.

## Elements innovadors de la impremta de Gutenberg

### Els tipus mòbils

#### Matrius xilogràfiques
Des del final del segle xiv, s'havien utilitzat a Europa matrius d'impressió de fusta, que són el negatiu, la imatge especular d'una pàgina, tallades en un suport rígid (el bloc de fusta) que s'entintava i transferia la imatge, mitjançant pressió al pergamí o al paper. Aquestes matrius contenien tipus fixos: xifres, paràgrafs, pàgines completes o imatges.
Estrictament, matrius d'aquest tipus es troben des de l'antiguitat. Hi ha testimonis de motlles per a gravar sobre tauletes d'argila utilitzades a l'antiga Mesopotàmia per a marcar frases que s'havien de fer servir repetidament en documents administratius, o els segells cilíndrics per a imprimir sobre el fang les signatures del propietari o emissor del document. Igualment, algunes plaques metàl·liques de l'antiga Grècia presenten textos gravats amb un motlle, igual que els segells que els romans feien servir per a marcar sobre el fang de les àmfores d'oli o vi. El seu ús, però, era molt limitat.
El pas de tallar un text complet a un bloc a tallar-hi només un caràcter i combinar-lo amb d'altres va ser el definitiu. El fet que a Europa tinguessin èxit, a diferència de la impremta coreana, rau en el caràcter alfabètic de l'escriptura occidental que només requereix l'elaboració d'un nombre reduït de tipus diferents, un per a cada lletra de l'alfabet, mentre que l'escriptura xinesa, també utilitzada pels coreans, és ideogràfica i requereix milers de tipus diferents, un per a cada concepte, idea o paraula.

#### Els tipus individuals mòbils

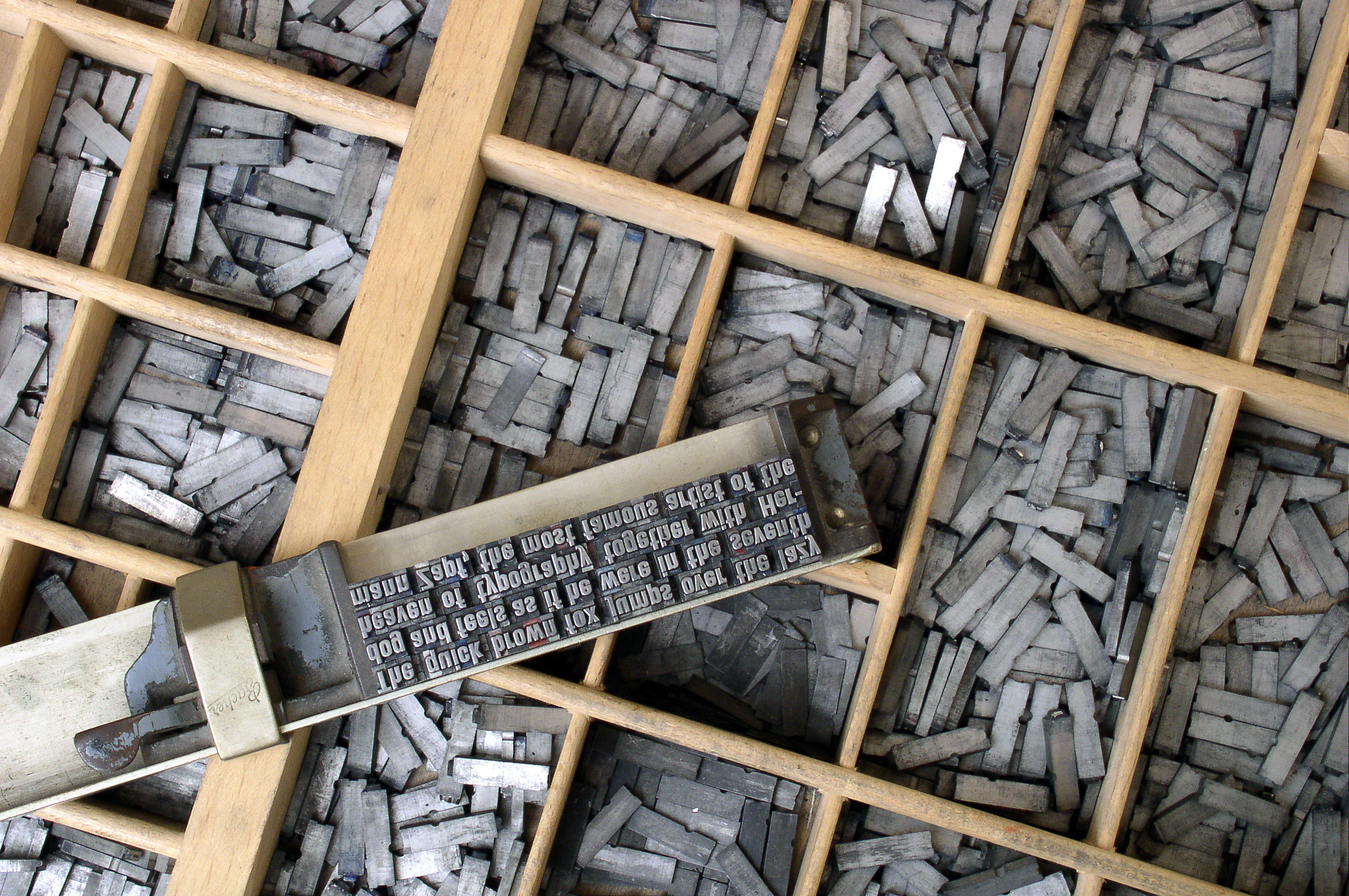
Tipus mòbils

Gutenberg és considerat l'inventor a Europa dels tipus mòbils metàl·lics, fabricats amb un aliatge de plom, estany i antimoni. Els tipus mòbils s'havien fet servir, amb poc èxit, a Corea cap al 1376, però aquest procediment era desconegut a Europa.
A Europa, s'havien fet servir blocs de fusta per a imprimir, sobretot estampes i dibuixos. En algun cas, s'havien fet servir blocs de text de fusta per a algunes impressions d'obres de gran difusió (catecismes, gramàtiques, etc.), però reproduïen pàgines completes i no permetien modificacions en el text. D'altra banda, la fusta patia un desgast molt gran i no permetia massa reimpressions. Els tipus metàl·lics són més duradors i resistents que els de fusta.
Més important, però, és el fet que els tipus són individuals, cadascú correspon a un caràcter d'impremta (una lletra, un signe de puntuació, etc.). El fet que l'alfabet llatí tingui un nombre limitat de components fa que sigui possible, amb pocs elements (26 lletres minúscules, 26 de majúscules, etc.) combinar-les i formar qualsevol text possible. Només calia calcular i disposar del nombre de caràcters necessari per a un text determinat (per exemple, la quantitat mitjana d'A que es fa servir en català en un text és diferent de la que es fa servir en altres llengües).
A més, l'aliatge utilitzat feia que els tipus fossin resistents però, alhora, es poguessin fondre fàcilment i ràpida, de manera que l'impressor podia fer, en un moment donat, els tipus que l'interessés a partir dels que ja tenia, tornant-los a fondre: eren, doncs, reutilitzables. Això confereix una enorme versatilitat al procés d'elaboració de llibres i la possibilitat de fer-los en sèrie. Per això, l'impressor tenia (els podia fer ell o comprar-los) els motlles per a cada caràcter, que li permetien fondre el nombre desitjat de tipus de plom que necessitava. La peça fonamental no és, per tant, el tipus, sinó la matriu tipogràfica, element a partir del qual es fa el motlle i, encara més, el punxó, element on es grava en relleu el caràcter i a partir del qual es fa la matriu.

### La premsa
És una altra de les contribucions de Gutenberg. Les premses que es feien servir amb les matrius xilogràfiques eren fustes gruixudes i pesants o blocs de pedra que es recolzaven sobre la matriu d'impressió que ja estava entintada, per a transferir la seva imatge al pergamí o al paper. La premsa de Gutenberg és una adaptació de les utilitzades per a esprémer el suc del raïm en la fabricació del vi, amb les quals Gutenberg estava familiaritzat, ja que Magúncia, on va néixer i viure, està situat a la vall del Rin, una regió vinícola des de l'època dels romans.

### Les tintes i el paper d'impressió
Després de la invenció dels tipus i de l'adaptació de la premsa vinícola, Gutenberg va continuar experimentant amb la premsa fins a aconseguir un aparell funcional. També va investigar sobre el paper o el velló i les tintes. Uns i altres s'havien de comportar de manera que les tintes s'absorbissin amb el paper sense escampar-se. D'aquesta manera s'assegurava la precisió del traç, per la qual cosa es necessitava que l'assecament fos ràpid i la impressió permanent. Per això, Gutenberg va experimentar amb pigments de base d'oli -que no sols va utilitzar per a imprimir amb les matrius, sinó també per a les capitulars i les il·lustracions que es realitzaven manualment- i amb el paper de drap d'origen xinès introduït a Europa a partir del segle xiii, però que no s'havia difós majoritàriament fins a la segona meitat del segle xiv, abaratint-se i convertint-se en una alternativa pràctica al pergamí.

## La Bíblia de Gutenberg

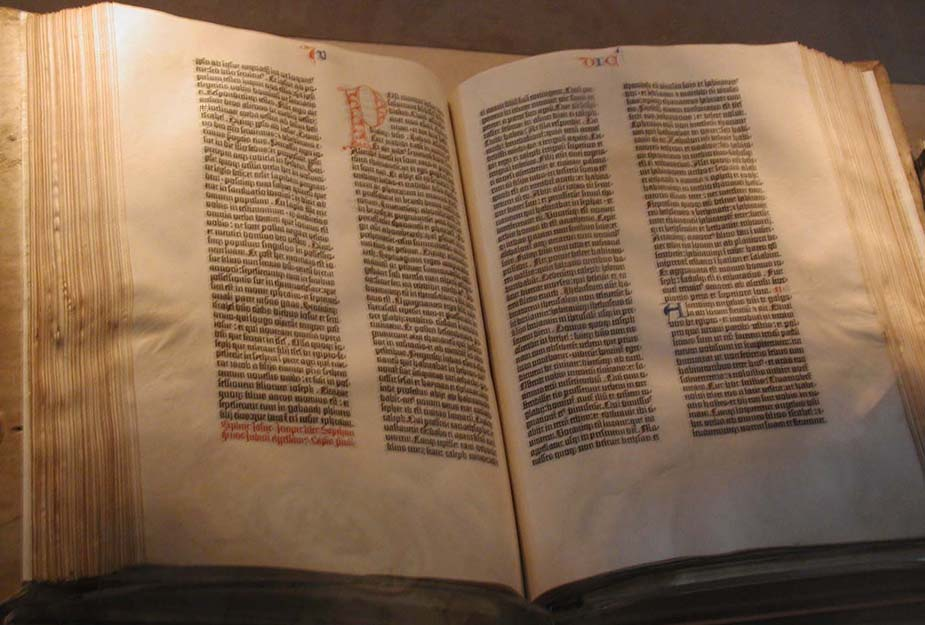
Bíblia de Gutenberg

El primer incunable imprès per Gutenberg va ser la Bíblia de Gutenberg, impressió que va iniciar el 23 de febrer de 1455 i va concloure uns cinc anys més tard. S'estima que aconseguí imprimir, il·luminar i enquadernar unes bíblies de 1.282 pàgines cadascuna, a dues columnes de 42 renglons, i per això conegudes com a Bíblia de les 42 línies. Actualment, queden 60 bíblies de Gutenberg, 12 en pergamí i 48 en paper (15 en són a Alemanya, la majoria en les biblioteques d'institucions universitàries). Les còpies es van vendre a un preu de 30 florins la unitat, cosa que equivalia aproximadament a tres anys del sou d'un empleat. No obstant això, el preu era significativament més barat que el d'una bíblia manuscrita, que necessitava la feina de més d'un any d'un copista.
Encara avui, per la perfecció dels tipus tallats i de l'entintat i impressió (d'una uniformitat i nitidesa extraordinàries, fins i tot en una impressió actual) és un dels llibres impresos millor editats de la història i dels més bells. Val a dir que el tipus emprat, una lletra gòtica gruixuda, imitava la lletra habitual en la còpia manuscrita i resulta poc llegidora. En publicacions posteriors, Schoeffer va fer servir tipus diferents, més moderns i llegidors, encara que també amb tipus gòtics.

## Llegat
Gutemberg no pogué treure rèdit del seu invent, no obstant això les tecnologies d'impressió es varen difondre ràpidament: la impremta de Gutemberg facilità la impressió de llibres i notícies, fet que va permetre una més ràpida difusió de notícies i llibres, els quals van començar a circular per Europa molt més de pressa que abans. Aquest augment en la difusió del coneixement alimentà el creixement del Renaixement, ja que va facilitar enormement la publicació científica, que va ser un important catalitzador per a la revolució científica més tard.
La capitalitat de la impremta a Europa va passar a Venècia, on els impressors visionaris, com Aldo Manuzio, varen garantir la disponibilitat generalitzada dels principals textos grecs i llatins. Aquest auge italià de la impremta fomenta, en part, les teories vers un origen italià per al tipus mòbils. No obstant això, podria ser degut al fet que Itàlia era la potència dominant en el comerç de paper i d'impressió, junt amb el fet que l'economia italiana es trobava creixent fortament, cosa que facilitava la difusió de l'alfabetització. Per altra banda, la ciutat de Magúncia fou saquejada el 1462, i això forçà molts dels seus habitants a prendre el camí de l'exili (incloent-hi un bon nombre d'impressors i talladors).
La impressió esdevingué un factor clau en la Reforma protestant: Martí Luter veié com les seves Noranta-cinc tesis, que va col·locar a la porta de la seva església, varen ser impreses i distribuïdes àmpliament; posteriorment, se'n varen emetre també fulls solts, delineant la seva lluita contra el comerç de les indulgències (irònicament, les primeres impressions de Gutemberg foren indulgències).
El format llençol es va convertir en format dels diaris, tot definint els mitjans de comunicació que avui coneixem.
En les dècades posteriors de Gutenberg, molts clients conservadors menyspreaven els llibres impresos, de menor preu, considerant els llibres produïts a mà més apropiats. La cort papal considerà d'exigir a les premses d'impressió obtenir una llicència per a dur a terme l'activitat; això no obstant, no arribà a decretar-ho.
Els llibres, fulls i imatges impreses d'abans de 1501 (a Europa) s'han denominat incunables: són reconeguts com a incunables els llibres impresos entre 1453 (data de la invenció de la impremta moderna) i 1500 (inclòs), procedents d'unes 1.200 impremtes, distribuïdes entre 260 ciutats, amb un llançament aproximat de 35.000 obres diferents. Aquests objectes s'han convertit en veritables tresors donada la seva raresa (en nombre) i la innegable contribució de la impremta en el desenvolupament del coneixement a Europa.
Donada la importància del seu invent, el nom de Gutenberg ha passat als annals de la història, i és descrit com una de les persones més influents de la història. Així, donada aquesta interpretació, trobem molts monuments, estàtues, institucions i projectes que han adoptat el nom de Gutemberg. Per exemple, a Mainz trobem la Universitat Johannes Gutenberg, el Museu Gutenberg, el Projecte Gutenberg, etc.

## Galeria

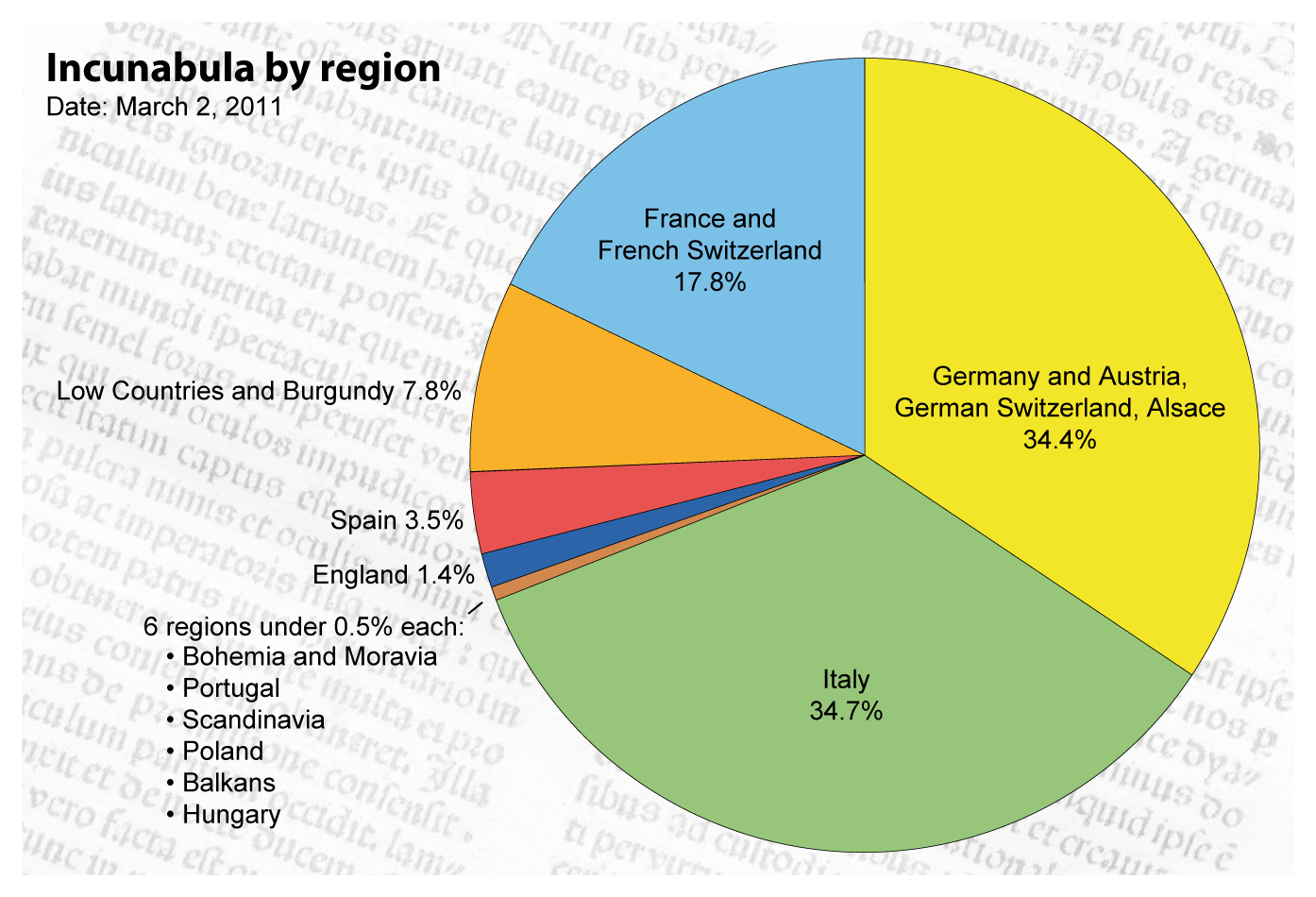
Proporció de llibres impresos durant el segle xv per regió
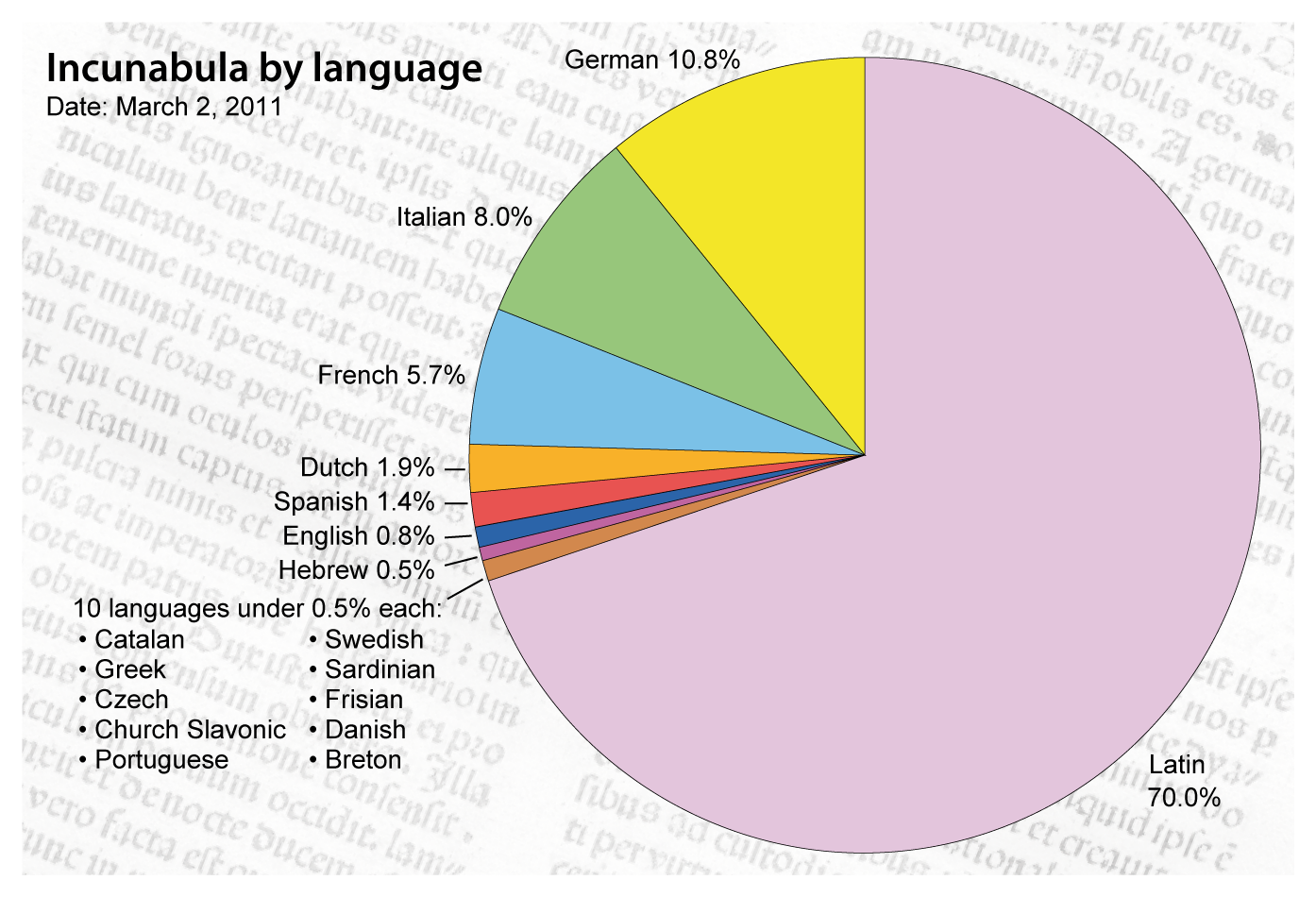
Proporció de llibres impresos durant el segle xv segons la llengua
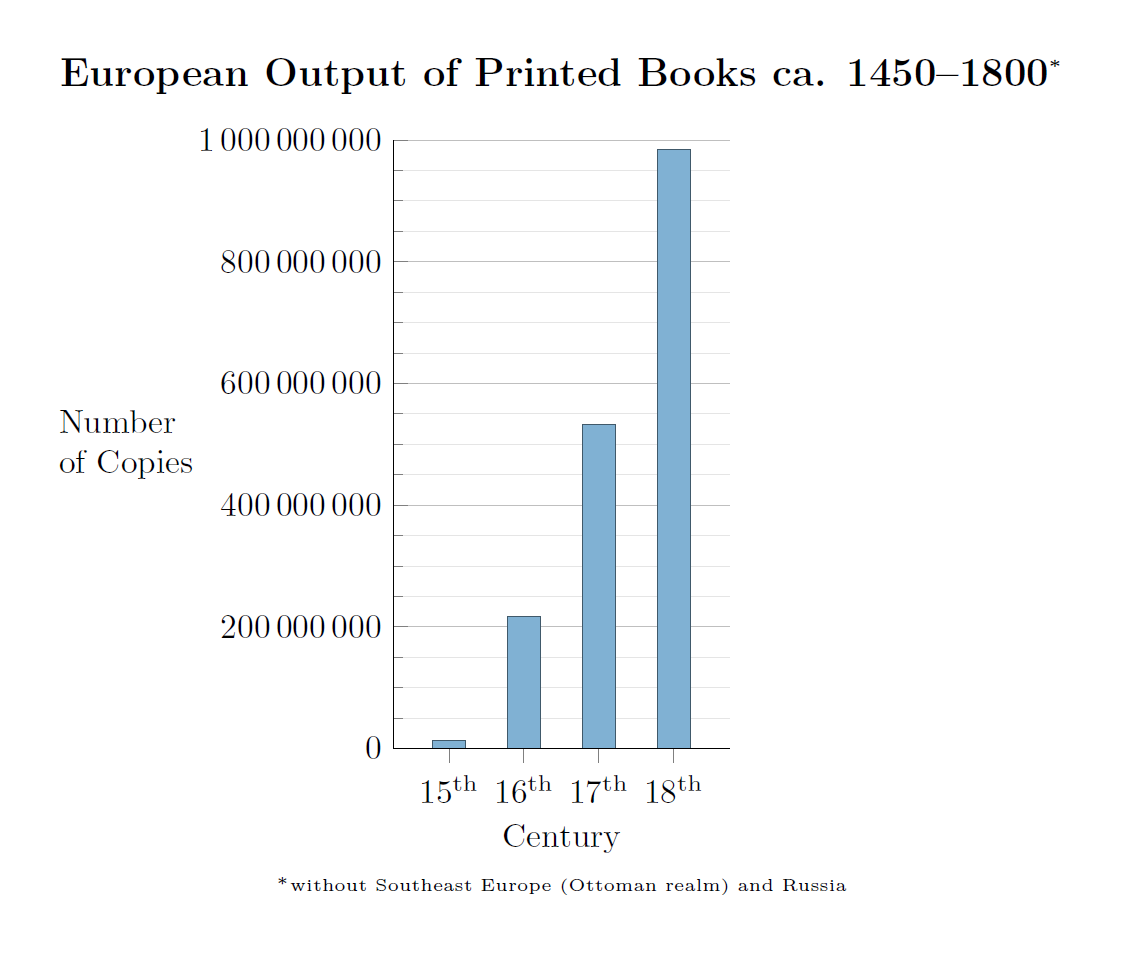
Producció de llibres impresos fins a l'any 1800